# Andrew Garfield
Andrew Garfield   (Los Angeles, 20 d'agost de 1983), nascut Andrew Russell Garfield, és un actor estatunidenc i britànic. Nascut a Los Angeles i crescut a Surrey, es va interessar per l'actuació amb setze anys. Garfield va començar la seva carrera a la televisió britànica, en la sèrie Sugar Rush el 2005, i es va fer més famós en aparèixer el 2007 a la sèrie de la BBC Doctor Who. També ha aparegut a Lions for Lambs, The Imaginarium of Doctor Parnassus, i a Boy A. El seu paper a Boy A el va fer guanyar un premi BAFTA al millor actor.
Garfield va aconseguir més reconeixement i aclam crític pel paper d'Eduardo Saverin el 2010 a la pel·lícula La xarxa social. Amb aquest paper va estar nominat a un Globus d'Or i a un premi BAFTA, i a Never Let Me Go, amb el que va guanyar un Premi Saturn al millor actor secundari. Va interpretar el paper de Spiderman i Peter Parker a la pel·lícula del 2012 The Amazing Spider-Man.

## Biografia

### Vida personal
Garfield va néixer el 20 d'agost de 1983 a Los Angeles. El seu pare és americà, californià, i la seva mare britànica, d'Essex. La família es va mudar a Surrey quan Andrew tenia tres anys. La seva mare era professora i el seu pare treballa com a entrenador del Guildford City Swimming Club, tot i que tots dos també administren una petita empresa de disseny interior. Té un germà gran, en Benjamin, qui és doctor al Royal Brompton Hospital. Va estudiar a la City of London Freemen's School a Ashtead, on va descobrir la seva passió per l'actuació. Posteriorment va estudiar a la Central School of Speech and Drama i es va graduar el 2004. Va mantenir una relació amb Emma Stone, actriu que va conèixer en el rodatge de la pel·lícula The Amazing Spider-Man.

### Carrera
Garfield va començar la seva carrera treballant principalment com a actor de teatre. El 2004, va guanyar un Manchester Evening News Theatre Award per la seva actuació a Kes al Royal Exchange Theatre (on també havia interpretat a Romeu Montesco l'any anterior). També va guanyar el premi a actor revelació en els Evening Standard Awards de 2006.
El 2007, Garfield va actuar a la pel·lícula Lleons per xais (Lions for Lambs) i en el telefilm Boy A, pel qual va guanyar el premi BAFTA al millor actor de televisió. També va participar en el film The Other Boleyn Girl. El 2009, Garfield va aparèixer a la pel·lícula de Terry Gilliam L'imaginari del doctor Parnassus.
El 2010, va actuar a Never Let Me Go i a La xarxa social. Garfield va rebre una nominació al Globus d'Or al millor actor secundari. L'1 de juliol del mateix any es va anunciar que Garfield interpretaria el paper de Peter Parker a la pel·lícula de Marc Webb a The Amazing Spider-Man i estrenada el juliol de 2012. Al 2021, interpretà a Jonathan Larson en la pel·lícula-musical Tick, Tick... Boom!.

## Premis i nominacions

### Oscar
| Any  | Categoria    | Pel·lícula          | Resultat | Ref.   |
| ---- | ------------ | ------------------- | -------- | ------ |
| 2016 | Millor actor | Hacksaw Ridge       | Nominat  | [ 19 ] |
| 2021 | Millor actor | tick, tick... BOOM! | Pendent  | [ 20 ] |

### Globus d'Or
| Any  | Categoria                        | Pel·lícula          | Resultat  | Ref.          |
| ---- | -------------------------------- | ------------------- | --------- | ------------- |
| 2010 | Millor actor secundari           | The social network  | Nominat   | [ 21 ] [ 22 ] |
| 2016 | Millor actor - Drama             | Hacksaw Ridge       | Nominat   | [ 23 ]        |
| 2021 | Millor actor - Comèdia o musical | tick, tick... BOOM! | Guanyador | [ 24 ]        |

### BAFTA
| Any  | Categoria                          | Pel·lícula                         | Resultat  | Ref.          |
| ---- | ---------------------------------- | ---------------------------------- | --------- | ------------- |
| 2008 | Millor actor de televisió          | Boy A                              | Guanyador | [ 25 ]        |
| 2010 | Premi Orange a l'estrella emergent | Premi Orange a l'estrella emergent | Nominat   | [ 26 ] [ 27 ] |
| 2010 | Millor actor secundari             | The social network                 | Nominat   | [ 26 ] [ 27 ] |
| 2016 | Millor actor                       | Hacksaw Ridge                      | Nominat   | [ 28 ] [ 29 ] |

### Sindicat d'Actors
| Any  | Categoria          | Pel·lícula          | Resultat | Ref.          |
| ---- | ------------------ | ------------------- | -------- | ------------- |
| 2010 | Millor repartiment | The social network  | Nominat  | [ 30 ]        |
| 2016 | Millor actor       | Hacksaw Ridge       | Nominat  | [ 31 ]        |
| 2022 | Millor actor       | tick, tick... BOOM! | Nominat  | [ 32 ] [ 33 ] |

### Crítica Cinematogràfica
| Any  | Categoria                              | Pel·lícula          | Resultat  | Ref.          |
| ---- | -------------------------------------- | ------------------- | --------- | ------------- |
| 2010 | Millor repartiment                     | The social network  | Nominat   | [ 34 ]        |
| 2010 | Millor actor secundari                 | The social network  | Nominat   | [ 34 ]        |
| 2016 | Millor actor en una pel·lícula d'acció | Hacksaw Ridge       | Guanyador | [ 35 ]        |
| 2016 | Millor actor                           | Hacksaw Ridge       | Nominat   | [ 35 ]        |
| 2021 | Millor actor                           | tick, tick... BOOM! | Pendent   | [ 36 ] [ 37 ] |

### Premis Satellite
| Any  | Categoria                        | Pel·lícula           | Resultat  | Ref.          |
| ---- | -------------------------------- | -------------------- | --------- | ------------- |
| 2016 | Millor actor de drama            | Hacksaw Ridge        | Guanyador | [ 38 ] [ 39 ] |
| 2021 | Millor actor - Comèdia o musical | tick, tick... BOOM!' | Pendent   | [ 38 ] [ 40 ] |

### Premis Tony
| Any  | Categoria                               | Obra                | Resultat  | Ref.          |
| ---- | --------------------------------------- | ------------------- | --------- | ------------- |
| 2012 | Millor actor de repartiment en una obra | Death of a Salesman | Nominat   | [ 41 ]        |
| 2018 | Millor actor en una obra                | Angels in America   | Guanyador | [ 42 ] [ 43 ] |